# Protoindustrializacja
Protoindustrializacja (z gr. protos – pierwotny, industrializacja – uprzemysłowienie) – rozwój przemysłu oparty na wykorzystaniu chałupnictwa.
Stanowiła proces produkcji przemysłowej, widoczny od XV w., w której robotnicy uczestniczyli całymi rodzinami, a jednocześnie uprawiali ziemię na własne potrzeby. Produkowali oni w systemie nakładczym, tzn. we własnych domach przy użyciu dostarczanych im przez kupców surowców (kupcy ci następnie odbierali wykonaną pracę). Tak wytwarzano m.in. gobeliny we Flandrii czy jedwabie we Francji.